# Саонара
Саонара (итал. Saonara) — коммуна в Италии, располагается в провинции Падуя области Венеция.
Население составляет 9399 человек (на 2004 г.), плотность населения составляет 674 чел./км². Занимает площадь 13 км². Почтовый индекс — 35020. Телефонный код — 049.
Покровителем коммуны почитается святитель Мартин Турский, празднование 11 ноября.